# Dolophones bituberculata
Dolophones bituberculata là một loài nhện trong họ Araneidae.
Loài này thuộc chi Dolophones. Dolophones bituberculata được James P. Lamb miêu tả năm 1911.